# Luciano (rappeur)
Pour les articles homonymes, voir Luciano.
Luciano, de son vrai nom Patrick Großmann, né le 28 janvier 1994 à Berlin, est un rappeur et chanteur allemand.

## Biographie
Patrick Großmann est originaire du Mozambique, et a grandi dans la capitale allemande, plus précisément dans les quartiers de Schöneberg et de Moabit. Il reste discret sur sa vie privée de par son refus de donner des interviews aux médias. Il se fait appeler Luciano en référence au célèbre mafieux italo-américain Lucky Luciano. Il est signé chez Universal et fait partie du collectif berlinois Loco Squad Gang qui est composé de lui, Nikky Santoro (également rappeur), DJ Burr Lean (producteur) et SKAF Films (réalisateur),. Son premier clip, intitulé Mein film (Mon film), apparaît sur YouTube le 24 octobre 2015.
En 2020, Luciano devient l'un des premiers rappeurs germanophones à forte audience à publier de la musique dans le style de la UK drill, qui connaît déjà un succès international . En 2022, il est devenu l'artiste le plus streamé en Allemagne sur la plateforme de streaming audio Spotify. En octobre 2023, Luciano ouvre une chaine de fast-food, appelée Loco Chicken, avec une filiale à Berlin et une distribution via des restaurants partenaires dans quelques villes allemandes,.

## Style musical
À la manière du rappeur français Niska[réf. nécessaire], son rap se rapproche de la trap avec un argot des quartiers et des références au monde du football. Il se distingue aussi par un timbre de voix assez grave. Luciano semble particulièrement intéressé par la France ou le français puisqu'il utilise souvent des mots français dans ses chansons. Il a depuis fait plusieurs collaborations avec des rappeurs français, notamment Kalash Criminel, Gazo et Niska.

## Discographie

### Albums studio
- 2017 : Eiskalt
- 2018 : L.O.C.O
- 2019 : Millies
- 2020 : Exot
- 2021 : Aqua
- 2022 : Majestic
- 2024 : Seductive

### Mixtapes
- 2016 : Locosquad - 12812 (mixtape collective)
- 2016 : Banditorinho

## Distinctions
| Année | Récompense              | Nomination                     | Nomination                                             | Résultat   | Réf.   |
| ----- | ----------------------- | ------------------------------ | ------------------------------------------------------ | ---------- | ------ |
| 2018  | HipHop.de Awards        | Meilleur artiste solo national | Luciano                                                | Nomination | [ 8 ]  |
| 2019  | MTV Europe Music Awards | Meilleur groupe allemand       | Luciano                                                | Nomination | [ 9 ]  |
| 2019  | Hype Awards             | Meilleur compte Instagram      | Luciano                                                | Lauréat    | [ 10 ] |
| 2019  | Hype Awards             | Meilleur artiste masculin      | Luciano                                                | Nomination | [ 10 ] |
| 2019  | HipHop.de Awards        | Meilleur album national        | Millies                                                | Nomination | [ 11 ] |
| 2019  | HipHop.de Awards        | Meilleure chanson nationale    | Fendi Drip (avec Ufo361, Lil Baby)                     | Nomination | [ 11 ] |
| 2019  | HipHop.de Awards        | Meilleur clip national         | Royal Rumble (avec Kalazh44, Capital Bra, Nimo, Samra) | Nomination | [ 11 ] |
| 2019  | HipHop.de Awards        | Meilleur artiste solo national | Luciano                                                | Nomination | [ 11 ] |
| 2020  | Bravo Otto Awards       | Hip-hop national               | Luciano                                                | Nomination | [ 12 ] |
| 2020  | HipHop.de Awards        | Meilleur artiste solo national | Luciano                                                | Nomination | [ 13 ] |
| 2020  | HipHop.de Awards        | Meilleur album national        | Exot                                                   | Nomination | [ 14 ] |
| 2020  | HipHop.de Awards        | Meilleure chanson nationale    | Valla nein (avec Summer Cem, KC Rebell)                | Nomination | [ 14 ] |
| 2020  | HipHop.de Awards        | Meilleure chanson nationale    | Mios mit Bars                                          | Nomination | [ 14 ] |
| 2021  | HipHop.de Awards        | Meilleur album national        | Aqua                                                   | Nomination | [ 15 ] |
| 2021  | HipHop.de Awards        | Meilleure chanson nationale    | Elmas (avec Lil Zey)                                   | Nomination | [ 15 ] |
| 2021  | HipHop.de Awards        | Meilleur clip national         | Bad Eyez (avec Nimo)                                   | Nomination | [ 15 ] |
| 2021  | HipHop.de Awards        | Meilleur clip national         | Peppermint                                             | Nomination | [ 15 ] |
| 2021  | HipHop.de Awards        | Beat de l'année                | Bad Eyez (avec Nimo)                                   | Nomination | [ 15 ] |
| 2021  | HipHop.de Awards        | Meilleur artiste solo national | Luciano                                                | Nomination | [ 15 ] |
| 2022  | HipHop.de Awards        | Meilleur album national        | Majestic                                               | Nomination | [ 16 ] |
| 2022  | HipHop.de Awards        | Meilleure chanson nationale    | Bamba (avec BIA, Aitch)                                | Lauréat    | [ 16 ] |
| 2022  | HipHop.de Awards        | Meilleur clip national         | Bamba (avec BIA, Aitch)                                | Nomination | [ 16 ] |
| 2022  | HipHop.de Awards        | Meilleur artiste live national | Luciano                                                | Nomination | [ 16 ] |
| 2022  | HipHop.de Awards        | Beat de l'année                | SUVs (prod. by Geenaro, Ghana Beats)                   | Lauréat    | [ 16 ] |
| 2022  | HipHop.de Awards        | Artiste national de l'année    | Luciano                                                | Nomination | [ 16 ] |
| 2022  | HipHop.de Awards        | Meilleur artiste solo national | Luciano                                                | Lauréat    | [ 16 ] |
| 2023  | Swiss Music Awards      | Meilleur artiste international | Luciano                                                | Nomination | [ 17 ] |
| 2023  | MTV Europe Music Awards | Meilleur artiste allemand      | Luciano                                                | Nomination | [ 18 ] |